# Крутьківська сільська рада
Крутькі́вська сільська́ ра́да — адміністративно-територіальна одиниця та орган місцевого самоврядування в Чорнобаївському районі Черкаської області. Адміністративний центр — село Крутьки.

## Загальні відомості
- Населення ради: 2 030 осіб (станом на 2001 рік)

## Населені пункти
Сільській раді були підпорядковані населені пункти:
- с. Крутьки
- с-ще Жовтневий Промінь
- с. Чехівка

## Склад ради
Рада складалася з 16 депутатів та голови.
- Голова ради: Положай Ольга Миколаївна
- Секретар ради: Матвєєва Ольга Василівна

### Керівний склад попередніх скликань
| Прізвище, ім'я, по батькові | Основні відомості                                                                                     | Дата обрання | Дата звільнення |
| --------------------------- | --- | ------------ | --------------- |
| Положай Ольга Миколаївна    | Сільський голова, 1961 року народження, освіта середня спеціальна, член Соціалістичної партії України | 26.03.2006   | 31.10.2010      |
| Положай Ольга Миколаївна    | Сільський голова, 1961 року народження, освіта середня спеціальна, член Партії регіонів               | 31.10.2010   |                 |

Примітка: таблиця складена за даними сайту Верховної Ради України

### Депутати
За результатами місцевих виборів 2010 року депутатами ради стали:

#### За суб'єктами висування
| Суб'єкт висування           | Кількість обраних депутатів | %    |
| --------------------------- | --------------------------- | ---- |
| Партія регіонів             | 12                          | 75   |
| Самовисування               | 3                           | 18,8 |
| Комуністична партія України | 1                           | 6,3  |

#### За округами
| № округу                    | Прізвище, ім'я, по батькові      | Дата визнання обраним | Освіта             | Партійна приналежність | Відомості про обраного депутата                           |
| --------------------------- | -------------------------------- | --------------------- | ------------------ | ---------------------- | --------------------------------------------------------- |
| Комуністична партія України |                                  |                       |                    |                        |                                                           |
| 14                          | Смішний Михайло Євсейович        | 01.11.2010            | середня            | позапартійний          | пенсіонер                                                 |
| Партія регіонів             |                                  |                       |                    |                        |                                                           |
| 2                           | Щепак Вікторія Василівна         | 01.11.2010            | незакінчена вища   | член Партії регіонів   | Крутьки НВК, вчитель                                      |
| 3                           | Строгуш Андрій Миколайович       | 01.11.2010            | середня спеціальна | член Партії регіонів   | Крутьківський СБК, художній керівник                      |
| 4                           | Гошкодеря Любов Василівна        | 01.11.2010            | вища               | член Партії регіонів   | Крутьківський НВК, вчитель                                |
| 5                           | Олійник Валентина Петрівна       | 01.11.2010            | середня спеціальна | позапартійна           | СТОВ «Мельниківська нива», різноробоча                    |
| 7                           | Матвєєва Ольга Василівна         | 01.11.2010            | вища               | член Партії регіонів   | Поштове відділення, начальник                             |
| 8                           | Кандиба Наталія Петрівна         | 01.11.2010            | вища               | позапартійна           | Крутьківський НВК, вчитель                                |
| 9                           | Душка Василь Григорович          | 01.11.2010            | середня            | член Партії регіонів   | пенсіонер                                                 |
| 10                          | Сахно Антон Кирилович            | 01.11.2010            | середня спеціальна | член Партії регіонів   | пенсіонер                                                 |
| 11                          | Вовк Станіслав Олексійович       | 01.11.2010            | середня            | член Партії регіонів   | СТОВ ім. Устименка, охоронник                             |
| 12                          | Устименко Марія Олексіївна       | 01.11.2010            | вища               | член Партії регіонів   | тимчасово не працює                                       |
| 13                          | Іляшенко Катерина Петрівна       | 01.11.2010            | середня            | член Партії регіонів   | Чорнобаївський територіальний центр, соціальний працівник |
| 15                          | Ніконорова Віра Йосипівна        | 01.11.2010            | середня спеціальна | член Партії регіонів   | Чехівський сільський клуб, завідувачка                    |
| Самовисування               |                                  |                       |                    |                        |                                                           |
| 1                           | Щепак Петро Степанович           | 01.11.2010            | середня спеціальна | позапартійний          | СТОВ «Мельниківська нива», різноробочий                   |
| 6                           | Кикоть Сергій Васильович         | 01.11.2010            | середня            | позапартійний          | Фермер                                                    |
| 16                          | Стромець Михайло Пантелеймонович | 01.11.2010            | середня            | позапартійний          | СТОВ «Мельниківська нива», різноробочий                   |